# Psychotria hirtinervia
Psychotria hirtinervia är en måreväxtart som beskrevs av Heinrich Wawra. Psychotria hirtinervia ingår i släktet Psychotria och familjen måreväxter. Inga underarter finns listade i Catalogue of Life.